# Estadio de Bata
Estadio de Bata is een multifunctioneel stadion in Bata, Equatoriaal-Guinea. Het stadion werd in 2007 voltooid, en had destijds  een capaciteit van 22.000 toeschouwers. Enkele jaren later werd het stadion uitgebreid naar een capaciteit van 40.000 voor het Afrikaans kampioenschap in 2012. In het stadion vond de openingswedstrijd plaats. Drie jaar later vond het Afrikaans kampioenschap wederom plaats in Equatoriaal-Guinea. Ditmaal werd de finale er gespeeld.
Het stadion ligt op een paar kilometer van de kust en grenst aan een sportcomplex dat over een sporthal, overdekt zwembad en diverse andere sportfaciliteiten beschikt.

## Interlands
| №   | Datum            | Wedstrijd                              | Uitslag | Competitie              | Toeschouwers |
| --- | ---------------- | -------------------------------------- | ------- | ----------------------- | ------------ |
| 1.  | 6 januari 2012   | Equatoriaal-Guinea – Zuid-Afrika       | 0 – 0   | Vriendschappelijk       |              |
| 2.  | 21 januari 2012  | Equatoriaal-Guinea – Libië             | 1 – 0   | Afrikaans kampioenschap | 35.000       |
| 3.  | 21 januari 2012  | Senegal – Zambia                       | 1 – 2   | Afrikaans kampioenschap | 17.500       |
| 4.  | 25 januari 2012  | Libië – Zambia                         | 2 – 2   | Afrikaans kampioenschap | 1.500        |
| 5.  | 25 januari 2012  | Equatoriaal-Guinea – Senegal           | 2 – 1   | Afrikaans kampioenschap | 35.000       |
| 6.  | 29 januari 2012  | Libië – Senegal                        | 2 – 1   | Afrikaans kampioenschap | 10.000       |
| 7.  | 30 januari 2012  | Soedan – Burkina Faso                  | 2 – 1   | Afrikaans kampioenschap | 132          |
| 8.  | 4 februari 2012  | Zambia – Soedan                        | 3 – 0   | Afrikaans kampioenschap | 200          |
| 9.  | 8 februari 2012  | Zambia – Ghana                         | 1 – 0   | Afrikaans kampioenschap | 12.000       |
| 10. | 5 juni 2013      | Equatoriaal-Guinea – Togo              | 0 – 1   | Vriendschappelijk       |              |
| 11. | 14 december 2014 | Tsjaad – Congo-Brazzaville             | 3 – 2   | Vriendschappelijk       |              |
| 12. | 17 januari 2015  | Equatoriaal-Guinea – Congo-Brazzaville | 1 – 1   | Afrikaans kampioenschap | 40.245       |
| 13. | 17 januari 2015  | Burkina Faso – Gabon                   | 0 – 2   | Afrikaans kampioenschap | 40.245       |
| 14. | 21 januari 2015  | Equatoriaal-Guinea – Burkina Faso      | 0 – 0   | Afrikaans kampioenschap | 39.867       |
| 15. | 21 januari 2015  | Gabon – Congo-Brazzaville              | 0 – 1   | Afrikaans kampioenschap | 34.782       |
| 16. | 25 januari 2015  | Gabon – Equatoriaal-Guinea             | 0 – 2   | Afrikaans kampioenschap | 39.230       |
| 17. | 26 januari 2015  | Congo-Kinshasa – Tunesië               | 1 – 1   | Afrikaans kampioenschap | 11.463       |
| 18. | 31 januari 2015  | Congo-Brazzaville – Congo-Kinshasa     | 2 – 4   | Afrikaans kampioenschap | 31.670       |
| 19. | 31 januari 2015  | Tunesië – Equatoriaal-Guinea           | 1 – 2   | Afrikaans kampioenschap | 41.000       |
| 20. | 4 februari 2015  | Congo-Kinshasa – Ivoorkust             | 1 – 3   | Afrikaans kampioenschap | 30.000       |
| 21. | 8 februari 2015  | Ivoorkust – Ghana                      | 0 – 0   | Afrikaans kampioenschap | 32.857       |

Estadio de Bata (Bata) · Nuevo Estadio de Malabo (Malabo) · Estadio de Mongomo (Mongomo) · Nuevo Estadio de Ebebiyín (Ebebiyín)